# Виноградова, Мария Сергеевна
Мари́я Серге́евна Виногра́дова (13 июля 1922, Наволоки, Иваново-Вознесенская губерния — 2 июля 1995, Москва) — советская и российская актриса театра, кино и озвучивания. Заслуженная артистка РСФСР (1988).

## Биография
Родилась 13 июля 1922 года в селе Наволоки.
В 1943 году окончила актёрский факультет ВГИКа (мастерская Григория Рошаля) и стала актрисой киностудии «Союздетфильм», где начала сниматься ещё в 1940 году. В 1945—1949 и 1952—1991 годы — актриса Театра-студии киноактёра. В период с 1949 по 1952 год — актриса труппы драматического Театра группы советских войск в Германии.
Несмотря на то, что Виноградова много снималась в кино, с середины 1950-х годов её роли постепенно начали становиться второстепенными и эпизодичными. В то же время она начала сотрудничать с киностудией «Союзмультфильм», участвуя в озвучке или дубляже. Поскольку её основным театральным амплуа было травести, то чаще всего она озвучивала мальчиков.
Одна из самых занятых актрис советского и постсоветского кино — снялась более чем в ста кинофильмах (в основном — в эпизодических ролях), озвучила около трёхсот мультфильмов, принимала участие в дубляже зарубежных фильмов.
Скончалась в результате инсульта 2 июля 1995 года на 73-м году жизни в Москве. Похоронена на Хованском кладбище рядом с мужем — советским актёром Сергеем Головановым (1909—1990) (северная территория, участок № 214).
Дочь Виноградовой, актриса Ольга Голованова (род. 26 февраля 1963, Москва, СССР), дублирует зарубежные фильмы и мультфильмы.

## Творчество

### Фильмография

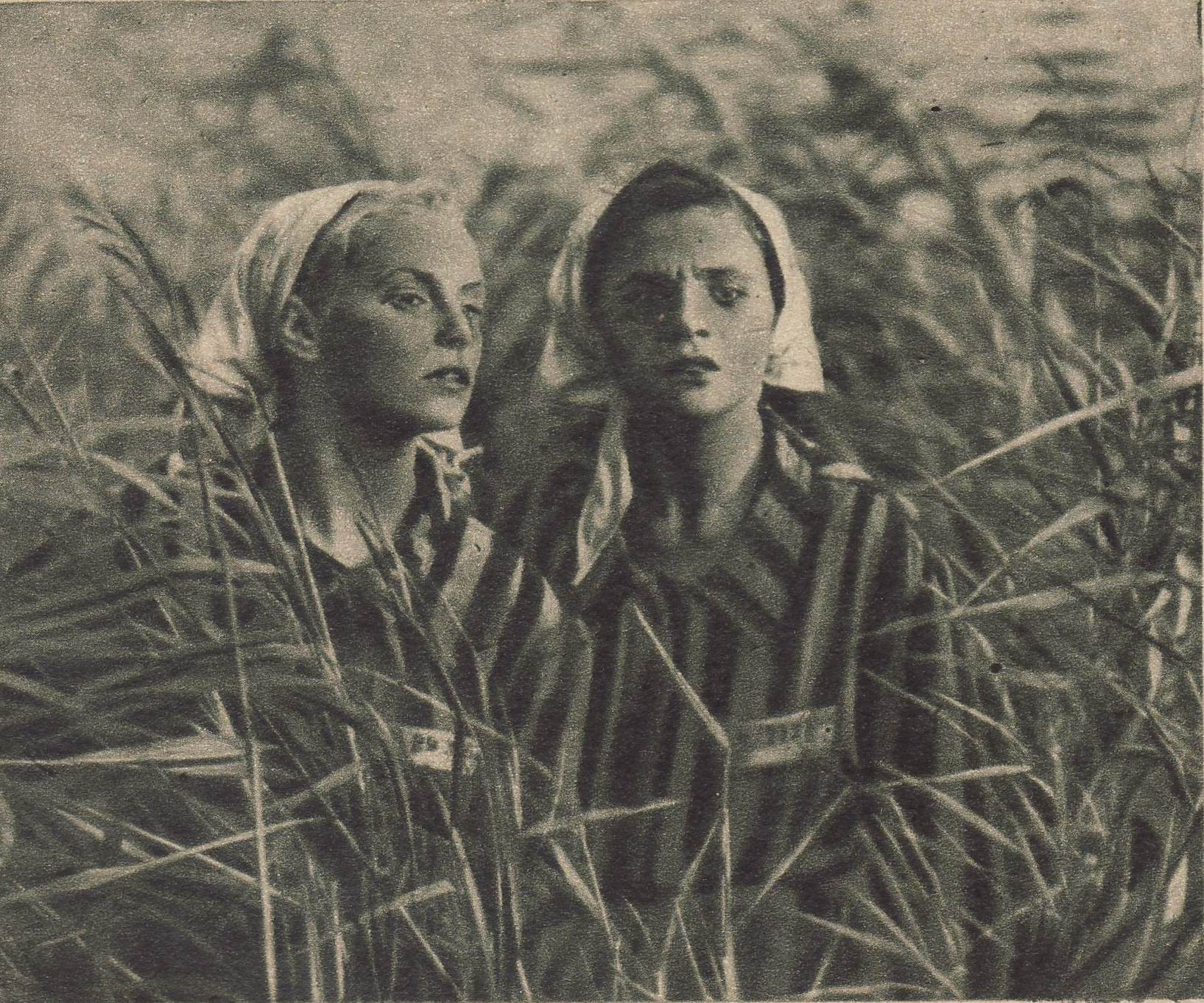
С Барбарой Фиевской (слева) в фильме «Последний этап»

- 1940 — Сибиряки — Галка, ученица 6-го класса
- 1943 — Мы с Урала — Соня, ударница производства, «кнопка днепропетровская»
- 1944 — Зоя — Виноградова, одноклассница Зои (нет в титрах)
- 1944 — Жила-была девочка — эпизод (нет в титрах)
- 1944 — Родные поля — Кланька
- 1945 — Слон и верёвочка — соседка (нет в титрах)
- 1948 — Последний этап (Польша) — Надя, помощница доктора Евгении в лазарете
- 1948 — Молодая гвардия — молодогвардейка в тюрьме гестапо (нет в титрах)
- 1953 — Нахлебник — казачок Васька
- 1956 — Вольница — Улита
- 1956 — Две жизни (короткометражный) — эпизод (нет в титрах)
- 1957 — Звёздный мальчик — Звёздный мальчик
- 1958 — Добровольцы — сержант Валя Кухнаренко
- 1960 — Воскресение — Хорошавка (нет в титрах)
- 1960 — Простая история — продавщица книг из автолавки
- 1963 — Сгорел на работе (короткометражный) — эпизод
- 1963 — Я шагаю по Москве — домработница с собакой
- 1965 — Тридцать три — стоматолог Раиса Яковлевна
- 1966 — Одни (короткометражный) — Марфа
- 1966 — Чёрт с портфелем — журналистка Колычева Мария Дмитриевна
- 1967 — Дом 13/15 (короткометражный) — эпизод
- 1968 — Деревенский детектив — строгая мамаша в окне (нет в титрах)
- 1969 — Тренер — классный руководитель
- 1969 — Эхо далёких снегов
- 1970 — Город первой любви — строительница тракторного завода (серия «Сталинград — 1929 год»)
- 1970 — Чайковский — вызвавшая полицию
- 1970 — Дорога домой — мать Маши
- 1970 — Опекун — Вера Александровна, соседка покойной тетушки Тебенькова
- 1971 — Смертный враг — голодающая беженка
- 1973 — Чиполлино — жительница городка
- 1973 — Возле этих окон... — мать моряка
- 1973 — Калина красная — Зоя, жена Петра
- 1973 — Причал — Полина Матвеевна
- 1974 — Ваши права? — Ксения Михайловна Лодочкина, учительница
- 1974 — Нервный ребёнок (короткометражный) — бабушка Леночки
- 1975 — На край света… — Марья Васильевна, жена дежурного
- 1975 — О чем не узнают трибуны — мать Бори (нет в титрах)
- 1975 — Пошехонская старина — Аннушка
- 1976 — Трын-трава — Паконя
- 1976 — Последняя жертва — Михеевна
- 1976 — Восхождение — старостиха
- 1977 — Про Красную Шапочку — третья злая старуха
- 1977 — Розыгрыш — Анна Ефремовна
- 1977 — Судьба — повариха Глаша
- 1977 — Приезжая — Александра Петровна (тётя Саша), хозяйка дома, где проживает Мария Нестерова
- 1977 — Садись рядом, Мишка! — тётя Настя, нянечка в больнице
- 1977 — Позови меня в даль светлую — гостья в ресторане
- 1977 — Диалог — гадалка фрау Бухиле
- 1977 — Волшебный голос Джельсомино — соседка Джельсомино
- 1977 — Служебный роман — член инвентаризационной комиссии
- 1977 — Трясина — старуха в доме у попа
- 1977 — Четвёртая высота — соседка Королёвых
- 1977 — Беда — Клава, буфетчица
- 1978 — Целуются зори — приёмщица в камере хранения
- 1978 — Мальчишки — рабочая завода
- 1978 — Молодость — хозяйка дома, где живёт милиционер Пулебякин (серия 1, «Колька-опера»)
- 1979 — Недопёсок Наполеон III — школьная уборщица
- 1979 — Жена ушла — кондукторша
- 1979 — Суета сует — пассажирка такси
- 1979 — Примите телеграмму в долг — торговка семечками
- 1979 — Гараж — сотрудница с потёкшей курицей, живым карпом и позеленевшей ветчиной
- 1980 — Никудышная — Тихонша (роль озвучена другой актрисой)
- 1980 — Кто заплатит за удачу — женщина в суде (нет в титрах)
- 1980 — Из жизни отдыхающих — Маргарита Серафимовна (Марго)
- 1980 — Дамы приглашают кавалеров — тётя Клава
- 1981 — Хочу, чтоб он пришёл — соседка Шура, контролёрша в автобусе, работница театра, кассирша
- 1981 — От зимы до зимы — тётя Даша, знакомая Николая Шкуратова и Нины
- 1982 — Найти и обезвредить — кассир, тётя Паша Соловьёва
- 1982 — Не было печали — смешная соседка с сиамским котом
- 1982 — Открытое сердце — Зинаида, подруга Александры Ильиничны
- 1982 — Вот такие чудеса — дежурная Марья Ивановна Кузнецова
- 1982 — Грачи — Евдокия Ивановна Грач, мать
- 1983 — Миргород и его обитатели — мать Григория Сторченко
- 1983 — Нежданно-негаданно — нотариус
- 1983 — Ты мой восторг, моё мученье… — эпизод
- 1983 — Ураган приходит неожиданно — эпизод
- 1983 — Обещаю быть! — Тамара Тимофеевна, начальник пионерлагеря
- 1983 — Здесь твой фронт — Дарья Маркелова, мать
- 1984 — Человек-невидимка — постоялица в доме Гриффина
- 1984 — Гостья из будущего — старушка, сидящая на лавочке справа (нет в титрах)
- 1984 — Третий в пятом ряду — Полина Захаровна, председатель месткома
- 1984 — Мёртвые души — Мавра, ключница Плюшкина
- 1984 — Граждане Вселенной — бабушка Даши Гущиной
- 1984 — Рябиновые ночи — баба Маня
- 1984 — Прохиндиада, или Бег на месте
- 1984 — Дорога к себе — тётя Сима (роль озвучена другой актрисой)
- 1985 — Осторожно, Василёк! — бабушка Нади
- 1985 — Искренне Ваш… — дежурная в музее
- 1985 — Салон красоты — Верочка, уборщица в салоне красоты
- 1985 — Солнце в кармане — бабушка Ани Ивановой
- 1985 — Лиха беда начало — мать Тамары Березиной
- 1985 — Внимание! Всем постам… — женщина, возле дома которой погиб милиционер Царёв
- 1986 — Дорогой Эдисон! — Серафима Кузьминична, уборщица в заводской лаборатории
- 1986 — Родимое пятно — тёща (киноальманах «В поисках выхода»)
- 1986 — Время свиданий — Макавеиха, соседка Валерки
- 1986 — Одинокий автобус под дождём — соседка Цыриных
- 1986 — Удивительная находка, или Самые обыкновенные чудеса — бабушка Максима
- 1987 — Ссуда на брак — мама Варвары Петровны
- 1987 — Лето на память — бабушка Саньки
- 1987 — Импровизация на тему биографии — классный руководитель
- 1987 — Кувырок через голову — Нина Степановна, продавщица в магазине
- 1987 — Пять писем прощания — эпизод
- 1987 — Ночной экипаж — учительница
- 1987 — Тёплый хлеб (короткометражный) — бабушка Фильки
- 1987 — Раз на раз не приходится — старушка на вокзале
- 1988 — Воля Вселенной — бабуля
- 1988 — Двое и одна — соседка по лестничной площадке
- 1988 — Дама с попугаем — мать Сергея (нет в титрах)
- 1988 — Запретная зона — пострадавшая женщина
- 1988 — Бомж. Без определенного места жительства — женщина в аэропорту (нет в титрах)
- 1988 — Комментарий к прошению о помиловании — Клавдия Ивановна, бухгалтер
- 1988 — Гражданский иск — соседка Бутова (нет в титрах)
- 1988 — Радости земные — мадам Тимош
- 1989 — Песнь, наводящая ужас — санитарка
- 1989 — Интердевочка (СССР, Швеция) — медсестра Сергеевна
- 1989 — Шакалы — дворничиха (в титрах — Маргарита Виноградова)
- 1989 — Две стрелы. Детектив каменного века — Пожилая
- 1989 — Смиренное кладбище — сторож кладбища
- 1989 — Авария — дочь мента — контролёрша
- 1989 — Князь Удача Андреевич — библиотекарь Кукуевки
- 1990 — Шапка — Даша, домработница Каретниковых
- 1990 — Процесс — Алевтина Ивановна Сазонова
- 1990 — Комитет Аркадия Фомича — эпизод
- 1991 — Бабочки — Эмма Марковна, соседка по коммуналке
- 1991 — Анна Карамазофф (СССР, Франция) — негритянка-горничная на киностудии (нет в титрах)
- 1991 — Ближний круг (Италия, США, СССР) — Федосья
- 1991 — Игра на миллионы — Маша, сотрудница сберкассы
- 1991 — Коктейль-мираж — Муся
- 1991 — Небеса обетованные — старушка
- 1991 — Ночные забавы — Полина, посудомойка в ресторане
- 1991 — Волкодав — хозяйка квартиры
- 1992 — Кешка и маг — баба Шура, бабушка Кешки
- 1992 — Воздушные пираты — пассажирка
- 1992 — В поисках золотого фаллоса — колдунья
- 1992 — Наш американский Боря — эпизод
- 1992 — Танцующие призраки — жительница посёлка
- 1992 — Фанданго для мартышки — пенсионерка
- 1992 — Гонгофер — старуха
- 1992 — Азбука любви — эпизод
- 1992 — Чёрный квадрат — соседка Саши
- 1993 — Пистолет с глушителем — сиделка при генерале
- 1993 — Сам я — Вятский уроженец — Варвара, жена Кирпикова
- 1993 — Русский регтайм — Зинаида Петровна
- 1993 — Дикая любовь — директор Дома престарелых Мария Сергеевна
- 1993 — Завещание Сталина — восторженная старушка
- 1993 — Дедушка хороший, но… Не говорит, куда спрятал деньги — соседка по коммуналке
- 1993 — Витька Шушера и автомобиль — сестра-хозяйка в интернате
- 1994 — Пол-листа бумаги — эпизод (киноальманах «Здравствуй, племя молодое…»)
- 1994 — Полицейская академия 7: Миссия в Москве — старушка с сумкой в Парке Горького
- 1994 — Жизнь и необычайные приключения солдата Ивана Чонкина (Великобритания, Италия, Россия, Франция, Чехия) — баба Дуня
- 1994 — Хаги-Траггер — Серафима Ивановна, соседка Семагина
- 1994 — Мастер и Маргарита — Аннушка
- 1995 — Домовик и кружевница — Вера Кузьминична
- 1995 — Вечеромъ (короткометражный) — эпизод
- 1995 — Пионерка Мэри Пикфорд — эпизод
- 1995 — Самодельная истина (короткометражный) — эпизод
- 1995 — Трамвай в Москве (Россия, Франция) (короткометражный) — Тася, пассажирка, подруга Наташи
- 1996 — Королева Марго — жена палача

### Киножурнал «Фитиль»
- 1964 — Выпуск № 23 (новелла «Эстетика поведения») — покупательница
- 1977 — Выпуск № 183 (новелла «Надёжный способ») — сотрудница
- 1988 — Выпуск № 315 (новелла «Курице под хвост») — закадровый текст
- 1989 — Выпуск № 322 (новелла «Громоотвод») — старушка (нет в титрах)
- 1993 — Выпуск № 375 (новелла «Урок истории») — бабушка мальчика
- 1994 — Выпуск № 383 (новелла «Прогноз по заказу») — гадалка

### Киножурнал «Ералаш»
- 1984 — Выпуск № 45 (сюжет «На всякий случай»)[7] — пассажирка автобуса
- 1986 — Выпуск № 57 (сюжет «Отгул»)[8] — воспитательница в детском саду
- 1987 — Выпуск № 60 (сюжет «Ни слова о кефире!»)[9] — бабушка двух мальчиков
- 1992 — Выпуск № 92 (сюжет «Голодовка»)[10] — уборщица в школе
- 1992 — Выпуск № 94 (сюжет «Место встречи изменить нельзя»)[11] — старушка

### Озвучивание
- 1964 — Дайте жалобную книгу — старушка, ищущая пальто для зятя (роль Веры Поповой)
- 1967 — Сергей Лазо — Анна Яновская (роль Зинаиды Славиной)
- 1978 — Аревик — Аревик Гарегиновна Геворкян (роль Софико Чиаурели)

### Озвучивание мультфильмов
- 1954 — В лесной чаще — Барсучонок
- 1954 — Мойдодыр — мальчик (в титрах не указана)
- 1954 — Стрела улетает в сказку — Вова Галкин
- 1954 — Соломенный бычок — заяц
- 1955 — Снеговик-почтовик — мальчик
- 1956 — Чудесный колодец — Ленивица
- 1956 — Лесная история — заяц (в титрах не указана)
- 1956 — Небесное созданье (кукольный спектакль)
- 1957 — Снежная королева — Маленькая разбойница (переозвучка восстановленной версии на киностудии им. Горького, 1982 г.)
- 1958 — Спортландия — Митя
- 1958 — Золотые колосья — мальчик Янка
- 1958 — Краса ненаглядная — чернавка Марья
- 1958 — Мы за солнышком идём — утёнок
- 1958 — Кошкин дом — петушок / поросята (эпизоды, не указана в титрах)
- 1959 — Приключения Буратино — мальчик, купивший азбуку у Буратино (нет в титрах)
- 1959 — Легенда о завещании мавра — Маркита
- 1960 — Мурзилка на спутнике — мальчик (нет в титрах)
- 1960 — Винтик и Шпунтик — весёлые мастера — Незнайка / Знайка / Пончик / Сиропчик
- 1961 — Незнайка учится — Незнайка / соседи
- 1961 — Большие неприятности — Девочка
- 1961 — Муравьишка-хвастунишка — Муравьишка
- 1961 — Кто самый сильный? — мальчик Някочи
- 1963 — Баранкин, будь человеком! — Костя Малинин
- 1963 — Свинья-копилка — пупс / мышонок
- 1963 — Три толстяка — наследник Тутти
- 1963 — Шутки — Утёнок
- 1963 — Хочу быть отважным — медвежонок
- 1964 — Почта — текст от автора
- 1964 — Светлячок № 5 (сборник) — мальчик Володя
- 1964 — Алёшины сказки — читает текст
- 1965 — Чьи в лесу шишки? — Лягушонок
- 1965 — Приключения запятой и точки — Точка
- 1965 — Рикки-Тикки-Тави — птица Дарзи
- 1965 — Светлячок № 6 (сборник) — муравей / лягушонок
- 1965 — Горячий камень — Ивашка
- 1965 — Где я его видел? — Гурвинек (нет в титрах)
- 1965 — Лягушка-путешественница — лягушонок (нет в титрах)
- 1966 — Медвежонок и тот, кто живёт в речке — Зайчонок
- 1966 — Про злую мачеху — Тома
- 1967 — Паровозик из Ромашкова — пассажирка / дети
- 1967 — Песенка в лесу — ежонок
- 1967 — Раз-два, дружно! — Муравей
- 1967 — Сказка о золотом петушке — Золотой петушок
- 1967 — Четверо с одного двора — Козлёнок
- 1967 — Как стать большим — бабушка-кошка / бобрёнок / медвежонок
- 1967 — Ну и Рыжик! — Бобик
- 1968 — Белая шкурка — Кот / мышонок
- 1968 — Маугли — Маугли (серия «Похищение»)
- 1968 — Светлячок № 8 (сборник) — Бобик / мама мальчика-попрошайки / Медвежонок
- 1968 — Чуня — Заяц (нет в титрах)
- 1969 — В стране невыученных уроков — Виктор Перестукин
- 1969 — Солнечное зёрнышко — Морской конёк / раковина-старушка
- 1969 — Дед Мороз и лето — мальчик
- 1969 — Десять лет спустя — мальчик
- 1969 — Жадный Кузя — читает текст
- 1970 — Бобры идут по следу — Бобрёнок
- 1970 — Кентервильское привидение — сын американца
- 1970 — Обезьяна с острова Саругасима — дельфин (нет в титрах)
- 1970 — Приключения Огуречика — Щенок / Заяц
- 1970 — Рассказы старого моряка. Необычайное путешествие[12]
- 1970 — Быль-небылица — мальчик
- 1970 — Весёлая карусель № 2. Самый первый — ленивый пионер (нет в титрах)
- 1970 — Маленькие недоразумения — Тимотик, чёрный котёнок
- 1970 — Мой друг Мартын — мальчик в зелёной шапке
- 1970 — Рассказы старого моряка. Необитаемый остров[13]
- 1971 — Чебурашка — рыжий пионер
- 1971 — Терем-теремок — Заяц (нет в титрах)
- 1971—1973 — Приключения Незнайки и его друзей — Незнайка
- 1972 — А кто волшебник?! — мальчик-хулиган
- 1972 — Бездомный Конгурджа — Заяц
- 1972 — Дружба врозь — щенок Снежок
- 1972 — Коля, Оля и Архимед — Коля
- 1972 — Куда летишь, Витар? — скворец Витар
- 1972 — Не спеши — медвежонок
- 1972 — Весёлая карусель № 4. Про чудака лягушонка — Лягушонок
- 1972 — Рассказы старого моряка. Антарктида — пёс Бобик
- 1972 — Экспонат (Фитиль № 121) — бабка
- 1973 — Аврора — мальчик в бескозырке
- 1973 — Как кошка с собакой — щенок Кикке
- 1973 — Весёлая карусель № 5. Кто пасётся на лугу?
- 1973 — Новые большие неприятности — Девочка
- 1973 — Василёк — рыжий мальчик
- 1973 — Детство Ратибора — Ратибор
- 1973 — Жук — кривая горка — муравьишка
- 1973 — Кто меня толкнул? — мальчик[14]
- 1973 — Спасибо — читает текст
- 1973 — Шапка-невидимка — Тимка-лежебока
- 1973 — Весёлая карусель № 5. Чудо — читает текст
- 1974 — Зубик (Фитиль № 141) — мальчик
- 1974 — Как козлик землю держал — Козлик
- 1974 — Волшебник Изумрудного города — Тим
- 1974 — Бим, Бам, Бом и волк — поросёнок Бим
- 1974 — Загадочная планета — мальчик / звездоход Федя
- 1974 — Заяц Коська и родничок — заяц Коська
- 1974 — Проделкин в школе — Проделкин (читает текст)
- 1974 — Крошка Енот — Обезьянка
- 1974 — Толик и Тобик — Толик (вокал, читает текст)
- 1974 — Шёл трамвай десятый номер — мальчик (новелла «Всадник») / вокал
- 1975 — Ёжик в тумане — Ёжик
- 1975 — Наследство волшебника Бахрама — Маша
- 1975 — На лесной тропе — Лисица
- 1975 — Конёк-Горбунок — Иван
- 1975 — Чёрная курица — Алёша (часть реплик; остальные фразы озвучила Клара Румянова)
- 1975 — Басни С. Михалкова (новелла «Петух в гостях») — козлёнок
- 1975 — В гостях у гномов — Человечек / рыжий мальчик-геолог
- 1975 — И мама меня простит — читает текст (нет в титрах)
- 1975 — Как верблюжонок и ослик в школу ходили — Верблюжонок
- 1975 — Наша няня — мальчик Петя (нет в титрах)
- 1975 — Про паучка, с которым никто не дружил — Паучок
- 1975 — Волшебный мешочек — медвежонок Ивашка
- 1976 — Заяц, Скрип и скрипка — Заяц
- 1976 — Зеркало времени — Мальчик
- 1976 — Легенда о старом маяке — мальчик
- 1976 — Огник — жеребёнок Огник / мальчик / суслик
- 1976 — Просто так — Щенок
- 1976 — Птичка Тари — Цапля / вокал
- 1976 — Сэмбо — Обезьяна (нет в титрах)
- 1976 — Стойкий оловянный солдатик — Оловянный солдатик
- 1976 — Настоящие друзья — Мышонок
- 1976 — Котёнок по имени Гав (выпуск 1) — Шарик
- 1976 — Раздобыл заяц магнитофон — Заяц
- 1976 — Будь здоров, зелёный лес! — Мальчик / муравей
- 1976 — Отважные джигиты — старший мальчик (нет в титрах)
- 1976 — Сказка дедушки Ай-По — дети
- 1976 — Утренняя песенка[кто?]
- 1977 — Котёнок по имени Гав (выпуск 2) — Шарик
- 1977 — Настоящий медвежонок — Медвежонок
- 1977 — Последний лепесток — Витя
- 1977 — Тайна запечного сверчка — маленький Моцарт
- 1977 — Пятачок — Барсучок
- 1978 — Вагончик — Сорока
- 1978 — Белый верблюжонок[кто?]
- 1978 — Волшебный арбуз[кто?]
- 1978 — Дед Мороз и серый волк — зайчонок
- 1978 — Беда — Колобок, Ворона, Заяц
- 1978 — Лесные сказки — Бельчонок / Ворона
- 1978 — Наш друг Пишичитай (выпуск 1) — Коля / буква «К»
- 1978 — Трое из Простоквашино — Дядя Фёдор
- 1978 — Чудеса среди бела дня — Витя
- 1978 — Солнечный зайчик — Заяц
- 1979 — В гостях — Костя
- 1979 — Вовка-тренер — Бурыгин (нет в титрах)
- 1979 — Волшебное кольцо — мать Ивана / кошка Машка
- 1979 — Жёлтый слон — мальчик в коричневой шапке, хозяин щенка
- 1979 — Котёнок по имени Гав (выпуск 3) — Шарик
- 1979 — Наш друг Пишичитай (выпуск 2) — Коля / лань / буква «Я»
- 1979 — Последние волшебники — мальчик / Диктор (нет в титрах)
- 1979—1982 — Ушастик и его друзья (кроме м/ф «Когда медвежонок проснётся») — все персонажи / текст от автора
- 1980 — Мореплавание Солнышкина — Солнышкин
- 1980 — Каникулы в Простоквашино — Дядя Фёдор
- 1980 — Котёнок по имени Гав (выпуск 4) — Шарик
- 1980 — Наш друг Пишичитай (выпуск 3) — Коля
- 1980 — Сказка про Комара Комаровича — Пчёлка
- 1980 — Странный зверь — Тигрёнок
- 1980 — Семь братьев — Красный карандаш / Жёлтый карандаш
- 1981 — Он попался! — Барсучок
- 1981 — Жил-был Саушкин
- 1981 — Как здоровье, братец Лис? — Лисёнок
- 1981 — В тусклом царстве, в сером государстве — Зелёный карандаш
- 1982 — Верное средство — Зайчонок
- 1982 — Дедушкин бинокль — Кошка
- 1982 — Сверчок — Заяц
- 1982 — Тайна жёлтого куста — Лисёнок
- 1982 — Волшебное лекарство — Валера
- 1982 — Мой друг зонтик — Зайчик
- 1982 — Котёнок по имени Гав (выпуск 5) — Шарик
- 1982 — Почему заяц прячется — Заяц
- 1983 — Попался, который кусался! — Барсучок
- 1983 — Добрый лес — Бельчонок
- 1983 — Летающий жираф — Черепаха
- 1984 — Зима в Простоквашино — Дядя Фёдор
- 1984 — Сказка о царе Салтане — Повариха
- 1984 — Как щенок учился плавать — Щука
- 1984 — Крем-брюле — Тушканчик
- 1984 — Кто сильней? — хулиган-верзила
- 1984 — Мечта маленького ослика — Ослик
- 1984 — Ночной цветок — Котёнок
- 1984 — Волшебная лопата — Вася
- 1984 — Лосёнок — мальчик в синей шапке
- 1984 — Понарошку — кошка
- 1984 — Слонёнок пошёл учиться — мышонок
- 1984 — Синичкин календарь. Осень — Заяц
- 1985 — Два билета в Индию — Дима Семёнов
- 1985 — Дедушкина дудочка — мальчик / матушка
- 1985 — Петушишка — телёнок
- 1985 — Пропал Петя-петушок — Ворона
- 1986 — Бабушкин урок — Петя
- 1986 — Как дед за дождём ходил — бабка / молния
- 1986 — Мышонок и красное солнышко
- 1986 — Ценная бандероль — Ворона
- 1986 — Про бегемота по имени Ну-и-пусть — Черепаха
- 1986 — Воспоминание — бабушка
- 1987 — Сова — сова
- 1987 — Тайна игрушек — все роли
- 1987 — Щенок и старая тапочка — Тапочка / утка
- 1987 — Белая трава — овца
- 1987 — Как в сказке (Фитиль № 305) — бабуля
- 1988 — Лев и девять гиен — гиена-бабушка
- 1988 — Нечистая сила (Фитиль № 315) — Баба-яга
- 1988— Смех и горе у Бела моря — мать Ивана / кошка Машка
- 1989 — Два богатыря — Баба-яга
- 1989 — Музыкальный магазинчик — мушонок Тупчо
- 1989 — Шёл по дорожке воробей — Воробей
- 1990 — Крылатый, мохнатый да масленый — Лиса
- 1991 — Маленькая колдунья — старушка
- 1991 — Гостья — старуха
- 1992 — Обезьяна и черепаха — Обезьяна
- 1993 — Пряник — Галчонок
- 1994 — Фантазёры из деревни Угоры — Антошка / Белый гусь
- 1995 — Весёлая карусель № 29. Сказка про дурака Володю — дочь генерального секретаря ООН

### Дубляж и закадровое озвучивание

#### Фильмы
- 1956 — Война и мир — Наташа Ростова (роль Одри Хепбёрн)[15] (дубляж киностудии им. Горького, 1959 г.)
- 1956 — Собор Парижской Богоматери — Эсмеральда (роль Джины Лоллобриджиды) (дубляж киностудии «Мосфильм», 1961 г.)
- 1957 — Земляничная поляна — Сара (роль Биби Андерссон)[15] (дубляж киностудии «Мосфильм», 1965 г.)
- 1960 — Спартак — Вариния (роль Джин Симмонс)[15][16] (дубляж киностудии «Мосфильм», 1967 г.)
- 1981 — Мария, Мирабела — Кваки[17] (дубляж киностудии «Союзмультфильм», 1981 г.)

#### Мультсериалы
- 1990 — Чудеса на виражах — Кит Ветрогон[18][19][20] (дубляж студии кинопрограмм РГТРК «Останкино», 1991—1992 гг.)
- 1991 — Чёрный Плащ[19] — Нашатырка (в серии «Грязные деньги») (дубляж студии «Нота» по заказу РТР, 1993 г.)

## Фильмы о Марии Виноградовой
1. «Чтобы помнили. Глава 90: Мария Виноградова» («Первый канал», 2002)
2. «Короли эпизода. Мария Виноградова» («ТВ Центр», 2017)[4]
3. «Тайны кино»: «Валентина Сперантова, Мария Виноградова, Лидия Князева» («Москва Доверие», 2022)[21]